# 黄秉维
黄秉维（1913年2月1日—2000年12月8日），男，广东惠阳人，中国地理学家，中国科学院院士。主要从事自然地理学研究。

## 生平
1913年生于广东惠阳县。1934年于中山大学毕业，1938年至1942年在浙江大学任教。1942年在国民政府资源委员会经济研究所任职至1949年。1954年至1984年担任中国科学院地理研究所所长。
2000年12月8日因病医治无效在北京逝世，享年87岁。